# Hovězí
Hovězí település Csehországban, Vsetíni járásban. Hovězí Lužná, Halenkov, Huslenky, Ústí, Janová, Leskovec, Zděchov és Valašská Polanka településekkel határos. Lakosainak száma 2378 fő (2024. január 1.).

## Népesség
A település lakosságának változását az alábbi diagram mutatja:
| Lakosok száma | 3246 | 1850 | 1710 | 2230 | 2157 | 2301 | 2381 | 2409 | 2253 | 2378 |
|               | 1869 | 1900 | 1921 | 1961 | 1980 | 2011 | 2016 | 2019 | 2021 | 2024 |